# Egon Kapellari
Mons. Egon Kapellari (12. ledna 1936, Leoben) je rakouský římskokatolický emeritní biskup Graz–Seckau.

## Život
Narodil se 12. ledna 1936 v Leobenu. Roku 1953 úspěšně odmaturoval. Do roku 1957 studoval právo na Karl-Franzens-Universität Graz a stal se doktorem práv. Poté na Univerzitě v Salcburku a Štýrském Hradci studoval teologii.
Dne 9. července 1961 byl biskupem Josefem Schoiswohlem vysvěcen na kněze. V letech 1962 až 1964 byl kaplanem ve Štýrské farnosti Kalvárie. Následně byl vysokoškolským kaplanem ve Štýrském Hradci.
Od roku 1968 působil v štýrském kněžském semináři a byl jmenován Kaplanem Jeho Svatosti.
Dne 7. prosince 1981 byl papežem Janem Pavlem II. jmenován biskupem Gurku. Biskupské svěcení přijal 24. ledna 1982 z rukou arcibiskupa Karla Berga a spolusvětiteli byli biskup Johann Weber a biskup Maximilian Aichern.
Roku 1986 se stal členem Papežské rady pro kulturu. V letech 1996/1998 byl členem Rady evropských biskupských konferencí. Kromě toho se roku 1997 stal v Rakouské biskupské konferenci konzultorem Papežské komise pro kulturní dědictví církve.
Dne 14. března 2001 byl ustanoven biskupem Graz–Seckau. Jeho rezignaci v roce 2011, z důvodu dosažení kanonického věku papež Benedikt XVI. odmítl a prodloužil jeho funkci na dva roky.

## Literární činnost
- Seznam děl v Souborném katalogu ČR, jejichž autorem nebo tématem je Egon Kapellari
- Kapellari, Egon, Známé osobnosti tváří v tvář smrti, Kostelní Vydří : Karmelitánské nakladatelství, 2008. ISBN 978-80-7195-147-6.

| Diecézní biskup v Gurku    | Diecézní biskup v Gurku  | Diecézní biskup v Gurku |
| -------------------------- | ------------------------ | ----------------------- |
| Předchůdce: Joseph Köstner | 1981–2001 Egon Kapellari | Nástupce: Alois Schwarz |

| Diecézní biskup v diecézi Graz-Seckau | Diecézní biskup v diecézi Graz-Seckau | Diecézní biskup v diecézi Graz-Seckau |
| ------------------------------------- | ------------------------------------- | ------------------------------------- |
| Předchůdce: Johann Weber              | 2001–2015 Egon Kapellari              | Nástupce: Wilhelm Krautwaschl         |